# Mario Pepe (politico 1951)
Mario Pepe (Bellosguardo, 9 dicembre 1951) è un politico, medico e ricercatore italiano.

## Biografia
Nato a Bellosguardo, vive a Roma.
Alle elezioni politiche del 2001 è candidato alla Camera dei Deputati, nella circoscrizione Lazio 1, nel collegio uninominale nº 31 (Velletri) sostenuto dalla Casa delle Libertà (in quota Forza Italia), venendo eletto deputato della XIV Legislatura.
Alle elezioni politiche del 2006 è ricandidato alla Camera dei Deputati, nella circoscrizione Lazio 1, nelle liste di Forza Italia (in settima posizione), venendo rieletto deputato della XV Legislatura.
Alle elezioni politiche del 2008 è nuovamente candidato alla Camera dei Deputati, nella circoscrizione Campania 2, nelle liste del Popolo della Libertà (in nona posizione), venendo eletto per la terza volta deputato della XVI Legislatura.
Il 20 gennaio 2011 abbandona il gruppo parlamentare del Popolo della Libertà e aderisce per motivi tecnici al nuovo gruppo di maggioranza Popolo e Territorio; per lo stesso motivo il 5 luglio 2011 abbandona Popolo e Territorio ad aderisce alla componente del Gruppo misto Repubblicani-Azionisti in cui rimane sino alla fine della legislatura.
Alle elezioni politiche del 2013 è ricandidato per la quarta volta alla Camera dei Deputati, sempre nella circoscrizione Campania 2, nelle liste del Popolo della Libertà (in ottava posizione), risultando tuttavia il secondo dei non eletti.